# Menhir von Caolas

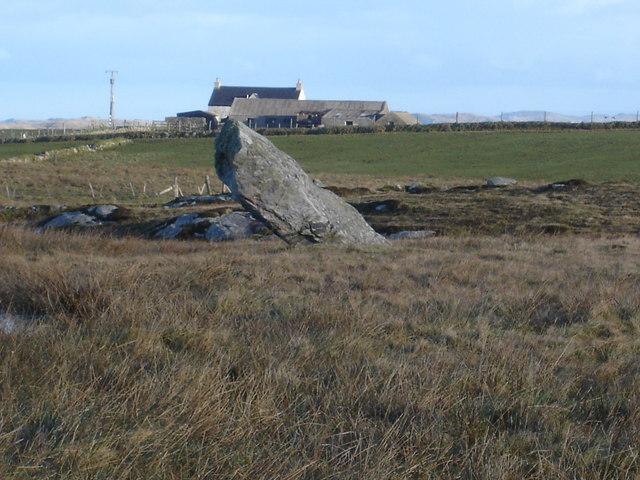
Menhir von Caolas

Der Menhir von Caolas (englisch Standing stone) steht in unebenem Gelände, etwa 800 m südwestlich des Weilers Caolas, 200 m südöstlich der Straße B8069 im Osten der Hebrideninsel Tiree in Argyll and Bute in Schottland. 
Der quaderartige Menhir ist in einem starken Winkel nach Nordwesten geneigt. Er misst an der Basis 0,85 m mal 0,65 m und würde aufgerichtet eine Höhe von 2,85 m erreichen.
In der Nähe liegt die meernahe Ruine des Brochs Dun Mor A’ Chaolais.